# Fjodor Dmitrijevitsj Vasiljev
Fjodor Dmitrijevitsj Vasiljev (Russisch: Фёдор Дми́триевич Васи́льев)  (Sint-Petersburg, Rusland, 25 maart [O.S. 12 maart] 1871 – Riga, Letland, 3 september [O.S. 21 augustus]  1917), was een Russisch dichter en schrijver. Hij was de oudste zoon van een advocaat en een pianiste.
Zijn in Rusland bekendste poëziebundels zijn Jabloki Koeljanova (‘De appels van Koeljanov’) en Soemerki vesjtsjej (‘De schemer der dingen’).
Vanaf 1914 woonde Vasiljev in Rostov-aan-de-Don, de stad die hem de bijnaam ‘Dichter van de Don’ bezorgde. Vasiljev sneuvelde op 3 september 1917 tijdens de Slag bij Riga.
In Nederland verscheen een bloemlezing van Vasiljevs gedichten onder de titel Bedevaart (1919, vertaling F.H. van Katwijk, Stichting Paeon).